# Christy Moore
Christy Moore, pseudonimo di Christopher Andrew Moore (Newbridge, 7 maggio 1945), è un cantante, cantautore e chitarrista irlandese.
È conosciuto soprattutto per essere stato tra i membri fondatori dei Planxty.

## Biografia

### La formazione dei Planxty
Moore era originariamente un impiegato di banca con il pallino della musica tradizionale. Uno sciopero del settore bancario, avvenuto nel 1966, che durò quasi tre mesi e che paralizzò di fatto il commercio irlandese, diede a Moore tempo e modo di dare sfogo alla propria passione. Quando lo sciopero si concluse, Moore abbandonò il proprio lavoro per dedicarsi interamente alla musica.
È in occasione della registrazione dell'album Prosperous (così intitolato dal nome del villaggio di Prosperous, nella contea di Kildare, dove l'album fu inciso), che si raccolgono i quattro musicisti che di lì a poco formeranno i Planxty: Liam Óg O'Flynn, Andy Irvine e Donal Lunny. Inizialmente si chiamarono CLAD, acronimo dei propri nomi, ma presto si decisero per Planxty.
Dopo aver abbandonato i Planxty (che in più occasioni sono tornati in attività) nel 1975, Moore ha dato seguito alla propria carriera solista. Nel 1980, insieme a Lunny ed altri cinque musicisti, ha formato i Moving Hearts. Nel 2000, ha pubblicato un'autobiografia, intitolata One Voice (Una voce).
Il bere forte, il dormire nelle ore più disparate, il continuo viaggiare e il ricorrere frequente al cibo takeaway ne hanno compromesso la salute, rendendo necessarie diverse operazioni chirurgiche. Ne è derivato un invito da parte dei medici a limitare la sua produzione artistica. È per questa ragione che il volume di lavoro prodotto a partire dal 1999 risulta drasticamente inferiore rispetto al passato.

### L'impegno politico
Moore è conosciuto anche per la presenza di temi politici e sociali nelle sue canzoni, temi affrontati da una prospettiva repubblicana di sinistra. In più occasioni (tra gli anni settanta e gli ottanta) ha mostrato di essere vicino ai repubblicani degli H-Blocks. E H-Block è intitolato un suo disco (1978), il cui lancio è stato oggetto di cariche della polizia. La stessa tensione politica pervade The Spirit of Freedom (1986). Moore ha anche registrato alcune canzoni di Bobby Sands. Nel 1987 Moore toglie il proprio supporto alle attività militari dell'IRA, soprattutto in risposta all'attentato di Enniskillen.
Esistono poi diverse canzoni politicamente engagé, come On the Blanket (sui repubblicani prigionieri), Viva la Quinta Brigada (intorno ai volontari irlandesi impegnati nella Guerra civile spagnola) e Minds Locked Shut (dedicata alla sanguinosa domenica di Derry).

## Discografia

### Da solista
- 1969 – Paddy on the Road
- 1972 – Prosperous
- 1975 – Whatever Tickles Your Fancy
- 1976 – Christy Moore
- 1978 – The Iron Behind the Velvet
- 1978 – Live in Dublin
- 1980 – H Block
- 1981 – Christy Moore and Friends
- 1983 – The Time Has Come
- 1984 – Ride On
- 1985 – Ordinary Man
- 1985 – The Spirit of Freedom
- 1987 – Unfinished Revolution
- 1989 – Voyage
- 1991 – Smoke and Strong Whiskey
- 1993 – King Puck
- 1994 – Live at the Point
- 1996 – Graffiti Tongue
- 1999 – Traveller
- 2001 – This is the Day
- 2002 – Live at Vicar Street
- 2005 – Burning Times
- 2006 – Live at the Point 2006
- 2009 – Listen
- 2011 – Folk Tale
- 2013 – Where I Come From
- 2019 - Magic Nights (2 cd)
- 2021 – Flying Into Mistery

### Con i Planxty
- 1972 – Planxty
- 1973 – The Well Below the Valley
- 1974 – Cold Blow and the Rainy Night
- 1979 – After the Break
- 1980 – The Woman I Loved So Well
- 1983 – Words & Music
- 2004 – Live 2004

### Con i Moving Hearts
- 1981 – Moving Hearts
- 1982 – Dark End of the Street

### Raccolte
- 1980 – High Kings of Tara (Christy Moore, Planxty,..)
- 1984 – Nice 'n Easy
- 1984 – Aris (Planxty)
- 1988 – Christy Moore (Compilation USA)
- 1991 – The Christy Moore Collection 1981-1991
- 1997 – Christy Moore Collection Part 2
- 2004 – The Box Set 1964 2004